# Freiheitsbrücke (Zagreb)
Die Freiheitsbrücke (kroatisch Most slobode) in der kroatischen Hauptstadt Zagreb führt die Avenija Većeslava Holjevca über die Save und verbindet das Stadtzentrum mit dem südlich des Flusses gelegenen Novi Zagreb, einem in der zweiten Hälfte des 20. Jahrhunderts entstandenen Stadtteil.
Die vierspurige  Straße wird dabei auf einer Länge von 775 m über die die Save und ihr weites Hochwasserbett, die Deiche und das angrenzende flache Gelände geführt. Diese Strecke ist (von Norden nach Süden) unterteilt in eine 135 m lange Rampenbrücke mit getrennten Bauwerken für jede Richtungsfahrbahn, ein 71 m langes und 28 m breites Widerlager mit breiten Treppen zu dem tiefer liegenden Gelände, eine 121,5 m lange Vorlandbrücke, die 100 m weite Bogenbrücke über die Save, eine 151,5 m lange Vorlandbrücke, ein 61 m langes und 39 m breites Widerlager mit breiten Treppen und eine 135 m lange Rampenbrücke mit getrennten Bauwerken für jede Richtungsfahrbahn.
Die Brücke hat eine 13,6 m breite Fahrbahn und beidseits 2,9 m breite Geh- und Radwege; insgesamt ist sie 20,1 m breit.
Der Bogen der 100 m weiten Strombrücke hat eine Pfeilhöhe von 7,36 m. Er besteht aus zwei parallelen stählernen, 4,25 m breiten Hohlkästen, die einen  Abstand von 5,5 m haben. Die Hohlkästen haben eine Bauhöhe von 1,0 m im Bogenscheitel und 1,3 m an den Kämpfern. Sie wurden geschweißt, obwohl dies bei dem 95 mm starken Stahlblech St44 nicht unproblematisch war.
Der Fahrbahnträger besteht aus vier durchlaufenden stählernen Längsträger, die außen 85 cm, innen 92 cm hoch sind. Zwischen ihnen sind vier Wasserleitungen verlegt, die die Höhe der Träger bestimmen. Die 20 cm starke Stahlbetonplatte ist mit den Stahlträger verdübelt und mit zwei Schichten Gussasphalt abgedeckt. Das Geländer hat markante V-förmigen Pfosten.
Die 15 m weiten Öffnungen der Vorlandbrücken sind mit 1,0 m hohen Stahlbalken überbrückt. Die Rampenbrücken haben je zehn 13,3 m weite Öffnungen. Jeweils vier nebeneinander angeordnete stählerne und mit Beton gefüllte Pfeiler stützen den Fahrbahnträger. Sie haben einen sehr flachen rechteckigen Querschnitt, um einem Hochwasser wenig Widerstand zu bieten.
Die Freiheitsbrücke wurde von Kruno Tonković entworfen und 1959 dem Verkehr übergeben. Sie steht seit 1975 unter Denkmalschutz.